# شورای عالی امنیت ملی
شورای عالی امنیت ملی (اختصاری شُعام) شورایی است که به منظور پاسداری از انقلاب ۱۳۵۷ ایران تأسیس شده است. این شورا مهم‌ترین وزنه تصمیم‌گیری در سیاست خارجی و امور دفاعی و امنیتی کشور محسوب می‌شود. اعضای این شورا را مقامات عالی‌رتبه سیاسی، نظامی و اطلاعاتی ایران تشکیل می‌دهند. ریاست این شورا بر عهده رئیس‌جمهور است. مصوبات شورای عالی امنیت ملی پس از تأیید سید علی خامنه‌ای، رهبر جمهوری اسلامی ایران، لازم الاجراست و تنها رهبر است که می‌تواند مصوبات شورا را وتو کند. بر اساس تبصره ۱ ماده ۱۲ قانون دیوان عدالت اداری، مصوبات شورای عالی امنیت ملی از سوی هیچ نهادی قابل ابطال نیست.
دبیر شورا با حکم رئیس‌جمهور منصوب می‌شود و مسئولیت ادارهٔ دبیرخانه و نظارت بر اجرای صحیح تصمیمات و مصوبات شورا و امور اداری و اجرایی شورا را بر عهده دارد. با اینکه دبیر حق رأی ندارد، اما مطابق روال مرسوم در اغلب موارد، به‌طور همزمان رهبر جمهوری اسلامی ایران، وی را به نمایندگی رهبری در شورا نیز منصوب می‌کند تا حق رأی داشته باشد.

## اهداف
بر اساس اصل ۱۷۶ قانون اساسی ایران، وظایف این شورا عبارتند از:
- تعیین سیاست‌های دفاعی-امنیتی کشور، در محدوده سیاست‌های کلی تعیین شده از طرف رهبر ایران.
- هماهنگ نمودن فعالیت‌های سیاسی، اطلاعاتی، اجتماعی، فرهنگی و اقتصادی در ارتباط با تدابیر کلی دفاعی-امنیتی.
- بهره‌گیری از امکانات مادی و معنوی کشور برای مقابله با تهدیدهای داخلی و خارجی.

## تاریخچه
شورای عالی امنیت ملی را می‌توان فرزند شورای عالی دفاع دانست که در زمان جنگ با حضور رئیس‌جمهور و نخست‌وزیر، فرماندهان ارشد نظامی و دو مشاور رهبری برای اتخاذ تصمیمات مهم حکومتی با موضوع دفاع مقدس تشکیل می‌شد که با وجود نشست سران قوا یا بعدتر تشکیل مجمع تشخیص مصلحت نظام، این شورا در امور سیاسی چندان دخالتی نداشت. با بازنگری در قانون اساسی در سال ۱۳۶۸ که یکی از موارد آن اصلاح اصل ۱۷۶ بود، شورای عالی دفاع جای خود را به شورای عالی امنیت ملی داد.

## تحولات شورا در گذر زمان
سه ماه پس از همه‌پرسی قانون اساسی بازنگری شده در مرداد ماه سال ۶۸ و پس از درگذشت سید روح‌الله خمینی و انتخاب سید علی خامنه‌ای به رهبری جمهوری اسلامی ایران، وی در حکمی حسن روحانی را که آن زمان رئیس کمیسیون دفاعی مجلس سوم بود به همراه سید احمد خمینی که همواره در جلسات سران قوا در زمان رهبری روح‌الله خمینی نیز شرکت داشت به مدت سه سال به عنوان نمایندگان خود در شورای عالی امنیت ملی انتخاب کرد و اکبر هاشمی رفسنجانی رئیس‌جمهور وقت نیز حسن روحانی را به سمت دبیری شورا که مسئولیت دبیرخانه و امور اداری و اجرایی شورا را عهده‌دار است منصوب کرد. مهم‌ترین اقدام دبیرخانه شورا در این زمان بررسی اجرای قطعنامه ۵۹۸ و مسئله آزادی اسرا بود. در تاریخ ۲۱ دی ماه سال ۷۱ این حکم برای سید احمد خمینی و حسن روحانی در حالی برای سه سال دیگر تمدید شد که سید احمد خمینی عضو مجمع تشخیص مصلحت نظام شده و حسن روحانی نایب رئیس ناطق نوری در مجلس چهارم بود و همچنان از سوی هاشمی رفسنجانی در سمت دبیری شورا باقی ماند. سید احمد خمینی در ۲۵ اسفندماه سال ۱۳۷۳ در گذشت و با فوت او یکی از کرسی‌های نمایندگی رهبری در شورای عالی امنیت ملی خالی ماند تا اینکه رهبر جمهوری اسلامی ایران در ۱۳ دی ماه سال بعد همزمان با تمدید دو ساله حکم حسن روحانی، علی لاریجانی را که چند ماهی بود به ریاست سازمان صدا و سیما منصوب شده بود برای دوره‌ای دو ساله به عنوان دومین نماینده خود در شورا انتخاب کرد. در این دوره با وجود برگزاری انتخابات ریاست جمهوری و انتخاب مجدد هاشمی رفسنجانی به این سمت، حسن روحانی با حکم وی همچنان دبیر شورای عالی امنیت ملی باقی ماند.
دوم خرداد ۷۶ با برگزاری هفتمین دوره انتخابات ریاست جمهوری، سید محمد خاتمی به این سمت برگزیده شد و او نیز همچون ۸ سال قبل از آن، حسن روحانی را که آن زمان در مجلس پنجم نایب رئیس ناطق نوری بود به عنوان دبیر شورای عالی امنیت ملی منصوب کرد. در این دوره نیز روحانی و لاریجانی همچنان نمایندگان رهبری در شورا بودند.
پس از مشخص شدن نتیجه انتخابات ریاست جمهوری نهم و روی کار آمدن محمود احمدی‌نژاد یکی از تغییرات مسلم و قابل پیش‌بینی، مسئولیت دبیری شورای عالی امنیت ملی بود که در دو سال آخر مسئولیت روحانی کار مذاکرات هسته‌ای نیز به آن محول شده و در این زمینه انتقادات زیادی را تحمل می‌کرد. چند روز پس از تنفیذ حکم ریاست جمهوری احمدی‌نژاد در ۳۰ مرداد ۸۴ با برگزاری مراسم تودیع روحانی و معارفه علی لاریجانی به عنوان دبیر جدید شورای عالی امنیت ملی، از این پس روحانی فقط نماینده رهبر جمهوری اسلامی ایران در شورا بود و لاریجانی علاوه برداشتن نمایندگی او مسئولیت دبیر خانه را نیز بر عهده داشت که باید مذاکرات هسته‌ای را نیز هدایت می‌کرد ضمن اینکه در این دوره باارسال پرونده هسته‌ای ایران از شورای حکام به شورای امنیت گروه ۱+۵ شامل آمریکا، انگلستان، روسیه، چین، فرانسه و آلمان شکل گرفت و فصل جدیدی در این پرونده رقم خورد. اختلافات میان لاریجانی و احمدی‌نژاد در این زمان بالا گرفت تا جایی که سرانجام رئیس‌جمهور وقت با استعفای وی موافقت و از مهرماه سال ۸۶ سعید جلیلی را که سابقه حضور در وزارت خارجه هم داشت به عنوان دبیر شورای عالی امنیت ملی منصوب کرد. در دوره جلیلی مذاکرات هسته‌ای ایران با گروه ۱+۵ آغاز شد و وی برای اولین بار در کنفرانس ژنو ۱ در ۲۹ تیر ۱۳۸۷ مقابل خاویر سولانا و نمایندگان ۶ کشور قرار گرفت. از سوی دیگر علی لاریجانی نیز که در انتخابات مجلس هشتم در زمستان ۸۶ از حوزه قم پیروز شده بود، خرداد ماه سال بعد کرسی ریاست مجلس را گرفت و لاریجانی عملاً به عنوان رئیس قوه مقنّنه و به عنوان شخصیت حقوقی به شورای عالی امنیت ملی راه یافت تا یک کرسی از دو جایگاه نمایندگی رهبری در شورا خالی شود و رهبر در هشتم تیر ماه ۸۷ سعید جلیلی را پس از ۹ ماه دبیری شورا به عنوان نماینده خود در شورای عالی امنیت ملی نیز منصوب کند. جلیلی پس از انتخابات ریاست جمهوری ۸۸ نیز همچنان با نظر موافق احمدی‌نژاد مسئولیت دبیرخانه شورا را بر عهده داشت تا زمان انتخابات یازدهمین دوره ریاست جمهوری فرا رسید و سعید جلیلی در این دوره به فکر امتحان کردن شانس خود در رسیدن به ریاست دولت یازدهم افتاد.
مناظرات و بحث‌های انتخاباتی این دوره که به شکلی به رقابت میان روحانی و جلیلی بر سر نحوه اداره مذاکرات هسته‌ای تبدیل شده بود تقریباً همه را مطمئن کرد که با انتخاب روحانی به عنوان رئیس‌جمهور، جلیلی آینده‌ای در دبیرخانه ندارد و سرانجام علی شمخانی وزیر دفاع ۸ ساله خاتمی و فرمانده نیروهای دریایی سپاه و ارتش در سالهای گذشته، با حکم حسن روحانی رئیس‌جمهور، دبیر شورای عالی امنیت‌ملی شد. با حضور روحانی در مسند ریاست جمهوری بار دیگر مسئله لاریجانی تکرار و روحانی از منظر حقوقی عضو شورا شد و از دو کرسی نمایندگی رهبری یک کرسی جای خالی پیدا کرد به همین دلیل رهبر در ۲۱ شهریور سال ۱۳۹۲ ضمن تشکر از زحمات ۲۴ساله روحانی در سمت نمایندگی او، علی شمخانی را برای دوره‌ای سه ساله در این سمت منصوب کرد و سعید جلیلی هم که از سال ۹۰ به دلیل مسئولیت دبیری شورا، عضو حقوقی مجمع تشخیص مصلحت بود از سوی رهبر به عضویت حقیقی مجمع تشخیص مصلحت درآمد. در این میان، هم‌زمانی انتصاب شمخانی به عنوان نماینده رهبر در شورای عالی امنیت ملی و سعید جلیلی به عنوان عضو حقیقی مجمع تشخیص مصلحت نظام به اشتباه این گمان و تحلیل را در برخی رسانه‌ها به وجود آورد که انتصاب جلیلی به عنوان عضو مجمع تشخیص مصلحت نظام به این معناست که وی دیگر عضو شورای عالی امنیت ملی نیست. این در حالی است که سعید جلیلی همچنان نماینده رهبر در این شورا بوده و مطابق حکم دریافتی از او این نمایندگی همچنان ادامه دارد.

## اعضا
اعضای فعلی شورای عالی امنیت ملی، با توجه به مقام سیاسی و براساس شخصیت حقوقی خود عبارت هستند از:
| ر. | جایگاه                                   | نام                                                    | نام                       | عضویت                     |
| -- | ---------------------------------------- | ------------------------------------------------------ | ------------------------- | ------------------------- |
| ۱  | رئیس‌جمهور                                | مسعود پزشکیان (رئیس‌جمهور و رئیس شورای عالی امنیت ملی)  |                           | مرداد ۱۴۰۳                |
| ۲  | رئیس مجلس شورای اسلامی                   | سرتیپ پاسدار محمدباقر قالیباف (رئیس مجلس شورای اسلامی) |                           | خرداد ۱۳۹۹                |
| ۳  | رئیس قوه قضائیه                          | غلامحسین محسنی اژه‌ای (رئیس قوه قضائیه)                 |                           | تیر ۱۴۰۰                  |
| ۴  | وزیر کشور                                | سرتیپ پاسدار اسکندر مؤمنی                              |                           | مرداد ۱۴۰۳                |
| ۵  | وزیر امور خارجه                          | سید عباس عراقچی                                        |                           | مرداد ۱۴۰۳                |
| ۶  | وزیر اطلاعات                             | سید اسماعیل خطیب                                       |                           | شهریور ۱۴۰۰               |
| ۷  | رئیس سازمان برنامه و بودجه کشور          | سید حمید پورمحمدی                                      |                           | مرداد ۱۴۰۳                |
| ۸  | رئیس ستاد کل نیروهای مسلح                | سرلشکر سید عبدالرحیم موسوی                             |                           | خرداد ۱۴۰۴                |
| ۹  | فرمانده کل ارتش                          | سرلشکر امیر حاتمی                                      |                           | خرداد ۱۴۰۴                |
| ۱۰ | فرمانده کل سپاه پاسداران انقلاب اسلامی   | سرلشکر پاسدار محمد پاکپور                              |                           | خرداد ۱۴۰۴                |
| ۱۱ | وزیر مربوط به موضوع در حال بررسی در شورا | (عضو غیر دائم، با حق رأی)                              | (عضو غیر دائم، با حق رأی) | (عضو غیر دائم، با حق رأی) |
| ۱۲ | نمایندگان رهبری                          | سعید جلیلی                                             |                           | تیر ۱۳۸۷                  |
| ۱۳ | نمایندگان رهبری                          | سرتیپ پاسدار علی لاریجانی (دبیر شورای عالی امنیت ملی)  |                           | مرداد ۱۴۰۴                |

طبق گزارش‌های غیررسمی، جهت هماهنگی لازم رئیس سازمان صداوسیما هم در جلسات شورا حضور دارد اما عضو اصلی شورا محسوب نمی‌شود.

## شوراهای فرعی
شورای عالی امنیت ملی به تناسب وظایف خود، شوراهای فرعی از قبیل شورای دفاع و شورای امنیت کشور تشکیل می‌دهد. ریاست هر یک از شوراهای فرعی با رئیس‌جمهور یا یکی از اعضای شورای عالی است که از طرف رئیس‌جمهور تعیین می‌شود. حدود اختیارات و وظایف شوراهای فرعی را قانون معین می‌کند و تشکیلات آنها به تصویب شورای عالی می‌رسد. مصوبات شورای عالی امنیت ملی پس از تأیید رهبر جمهوری اسلامی ایران قابل اجراست.
شورای امنیت کشور در سال ۱۳۶۲ (پیش از شورای عالی امنیت ملی) تأسیس شد اما پس از بازنگری قانون اساسی در سال ۱۳۶۸ به عنوان یکی از شوراهای فرعی شورای عالی امنیت ملی در نظر گرفته شد. وظیفهٔ شورای امنیت کشور بررسی جریانات و پیش‌آمدهای عمده و اساسی امنیت داخلی و اتخاذ تصمیمات و تدابیر هماهنگ در جهت پیشگیری و مقابله با مسائل امنیتی است.

### مبانی قانونی شوراهای فرعی
به استناد اصل ۱۷۶ بایگانی‌شده  در ۱۷ ژوئن ۲۰۲۱ توسط Wayback Machine قانون اساسی جمهوری اسلامی ایران، شورای عالی امنیت ملی دارای شوراهای فرعی است که ریاست آن بر عهدهٔ رئیس‌جمهور یا فردی است که توسط رئیس‌جمهور انتخاب می‌شود. در حال حاضر به غیر از شورای امنیت کشور، شورای فرعی دیگری از سوی شورای عالی امنیت ملی تشکیل نشده است. شورای هماهنگی اطلاعات به ریاست وزیر اطلاعات که بر اساس قانون تأسیس وزارت اطلاعات تشکیل شده نیز به عنوان هماهنگ‌کننده دستگاه‌های اطلاعاتی (جامعه اطلاعاتی کشور) و تحت نظارت شورای عالی امنیت ملی قرار دارد، که در چارچوب سیاست‌ها و تصمیمات شورای عالی امنیت ملی فعالیت می‌کند و نقش بازوی اطلاعاتی شورای عالی امنیت ملی را داراست.

### شورای هماهنگی اطلاعات
شورای هماهنگی اطلاعات شورایی است که اعضای آن رئیسان جامعه اطلاعاتی جمهوری اسلامی ایران هستند در این شورا مشورت‌های لازم جهت هماهنگی سازمان‌های اطلاعاتی کشور با یکدیگر انجام می‌شود و موارد مشترک با شورای عالی امنیت ملی هماهنگ می‌شود.
برپایه قانون تأسیس وزارت اطلاعات، این وزارت‌خانه محور اصلی هماهنگی سازمان‌های اطلاعاتی کشور است و ریاست شورای هماهنگی اطلاعات هم برعهده وزیر اطلاعات قرار دارد. شروع به کار این شورا در دولت یازدهم بود.

### شورای امنیت کشور
بر اساس اصل ۱۷۶ قانون اساسی ایران، شورای امنیت کشور (شاک) به عنوان شورای فرعی و زیرمجموعه شورای عالی امنیت ملی است، که در حدود قوانین و در چارچوب مصوبات شورای عالی امنیت ملی، وظایفی همچون تأمین امنیت داخلی کشور، هماهنگی بین شورای تأمین استان‌ها، هماهنگی بین نیروهای انتظامی و امنیتی در تأمین امنیت داخلی کشور و استان‌ها، تعیین چارچوب حفاظت از شخصیت‌ها (به غیر از حفاظت مربوط به شخصیت‌های عالی‌رتبه و طراز اول کشور که به عهده شورای عالی امنیت ملی است)، تعیین چارچوب صدور مجوز حمل و نگهداری سلاح و مهمات و مواد ناریه مجاز و جمع‌آوری سلاح و مهمات و تجهیزات غیرمجاز و سایر موارد مذکور در قانون یا مواردی که از سوی شورای عالی امنیت ملی بر عهده این شورا گذاشته می‌شود را بر عهده دارد.
ریاست شورای امنیت کشور به عنوان یکی از شوراهای فرعی و زیر مجموعه شورای عالی امنیت ملی با رئیس‌جمهور یا فردی است که توسط رئیس‌جمهور انتخاب می‌شود. با توجه به همگرایی و تناسب اختیارات وزارت کشور با شورای امنیت کشور، وزیر کشور طی حکمی از سوی رئیس‌جمهور به ریاست شورای امنیت کشور منصوب می‌شود. سید ابراهیم رئیسی، رئیس‌جمهور ایران، در ۲۰ شهریور ماه ۱۴۰۰ طی حکمی احمد وحیدی، وزیر کشور را به عنوان رئیس شورای امنیت کشور منصوب کرد.

## فهرست دبیران
مهم‌ترین سمت ثابت شورای عالی امنیت ملی مسئولیت دبیرخانه آن است که با انتخاب مستقیم رئیس‌جمهور تعیین می‌شود. با اینکه دبیر حق رأی ندارد، اما مطابق روال مرسوم در اغلب موارد پس از انتخاب دبیر از سوی رئیس‌جمهور، به‌طور همزمان سید علی خامنه‌ای رهبر جمهوری اسلامی ایران، وی را به نمایندگی رهبری در شورا نیز منصوب می‌کند تا حق رأی داشته‌باشد.
دبیر شورا، مسئولیت اداره دبیرخانه و نظارت بر اجرای صحیح تصمیمات و مصوبات شورا و امور اداری و اجرایی شورا را بر عهده دارد.
علی لاریجانی از مرداد ۱۴۰۴ دبیر شورای عالی امنیت ملی است.
| ر.  | نام                               | نام                                        | نگاره | آغاز تصدی      | پایان تصدی     | طول تصدی               | منصب در قوه مجریه                 | رئیس‌جمهور | م.     |
| --- | --------------------------------- | ------------------------------------------ | ----- | -------------- | -------------- | ---------------------- | --------------------------------- | --------- | ------ |
| ۱   |                                   | حسن روحانی (زادهٔ ۱۳۲۷)                     |       | ۲۰ مهر ۱۳۶۸    | ۲۴ مرداد ۱۳۸۴  | ۱۵ سال، ۱۰ ماه و ۳ روز | مشاور رئیس‌جمهور در امور امنیت ملی | هاشمی     | [ ۱۱ ] |
| ۱   | —                                 | حسن روحانی (زادهٔ ۱۳۲۷)                     | خاتمی | ۲۰ مهر ۱۳۶۸    | ۲۴ مرداد ۱۳۸۴  | ۱۵ سال، ۱۰ ماه و ۳ روز |                                   |           |        |
| ۱   | مشاور رئیس‌جمهور در امور امنیت ملی | حسن روحانی (زادهٔ ۱۳۲۷)                     | خاتمی | ۲۰ مهر ۱۳۶۸    | ۲۴ مرداد ۱۳۸۴  | ۱۵ سال، ۱۰ ماه و ۳ روز |                                   |           |        |
| ۲   |                                   | سرتیپ پاسدار علی لاریجانی (زادهٔ ۱۳۳۶)      |       | ۲۴ مرداد ۱۳۸۴  | ۲۸ مهر ۱۳۸۶    | ۲ سال، ۲ ماه و ۵ روز   | —                                 | احمدی‌نژاد | [ ۱۲ ] |
| ۳   |                                   | سعید جلیلی (زادهٔ ۱۳۴۴)                     |       | ۲۸ مهر ۱۳۸۶    | ۱۹ شهریور ۱۳۹۲ | ۵ سال، ۱۰ ماه و ۲۱ روز | —                                 | احمدی‌نژاد | [ ۱۳ ] |
| ۴   |                                   | دریابان علی شمخانی (زادهٔ ۱۳۳۴)             |       | ۱۹ شهریور ۱۳۹۲ | ۱۴۰۲           | ۹ سال، ۸ ماه و ۱۲ روز  | —                                 | روحانی    | [ ۱۴ ] |
| ۴   | رئیسی                             | دریابان علی شمخانی (زادهٔ ۱۳۳۴)             |       | ۱۹ شهریور ۱۳۹۲ | ۱۴۰۲           | ۹ سال، ۸ ماه و ۱۲ روز  | —                                 |           |        |
| ۵   |                                   | دریادار پاسدار علی‌اکبر احمدیان (زادهٔ ۱۳۴۰) |       | ۱۴۰۲           | ۱۴ مرداد ۱۴۰۴  | ۲ سال، ۲ ماه و ۱۴ روز  | —                                 | [ ۱۵ ]    |        |
| ۵   | پزشکیان                           | دریادار پاسدار علی‌اکبر احمدیان (زادهٔ ۱۳۴۰) |       | ۱۴۰۲           | ۱۴ مرداد ۱۴۰۴  | ۲ سال، ۲ ماه و ۱۴ روز  | —                                 |           |        |
| (۲) |                                   | سرتیپ پاسدار علی لاریجانی (زادهٔ ۱۳۳۶)      |       | ۱۴ مرداد ۱۴۰۴  | متصدی          | ۱۴ روز                 | —                                 | [ ۱۶ ]    |        |

## نمایندگان رهبر
رهبر جمهوری اسلامی ایران دو نماینده در شورا دارد که معمولاً یکی از آنان به‌طور همزمان دبیر شورا نیز هست.
| نام    | نام                                        | نگاره  | آغاز تصدی      | پایان تصدی     | م.                                    | نام    | نام                        | نگاره      | آغاز تصدی    | پایان تصدی    | م.     |
| ------ | ------------------------------------------ | ------ | -------------- | -------------- | ------------------------------------- | ------ | -------------------------- | ---------- | ------------ | ------------- | ------ |
|        | حسن روحانی (زادهٔ ۱۳۲۷)                     |        | ۲۲ آبان ۱۳۶۸   | ۲۰ شهریور ۱۳۹۲ | [ ۱۷ ]                                |        | سید احمد خمینی (۱۳۷۳–۱۳۲۴) |            | ۲۲ آبان ۱۳۶۸ | ۲۵ اسفند ۱۳۷۳ | [ ۱۷ ] |
| —      | حسن روحانی (زادهٔ ۱۳۲۷)                     |        | ۲۲ آبان ۱۳۶۸   | ۲۰ شهریور ۱۳۹۲ | [ ۱۷ ]                                |        |                            |            |              |               |        |
| [ ۱۸ ] | حسن روحانی (زادهٔ ۱۳۲۷)                     |        | ۲۲ آبان ۱۳۶۸   | ۲۰ شهریور ۱۳۹۲ | سرتیپ پاسدار علی لاریجانی (زادهٔ ۱۳۳۶) |        | ۱۳ دی ۱۳۷۴                 | ۸ تیر ۱۳۸۷ | [ ۱۸ ]       |               |        |
|        | حسن روحانی (زادهٔ ۱۳۲۷)                     | [ ۱۹ ] | ۲۲ آبان ۱۳۶۸   | ۲۰ شهریور ۱۳۹۲ | سرتیپ پاسدار علی لاریجانی (زادهٔ ۱۳۳۶) | [ ۱۹ ] | ۱۳ دی ۱۳۷۴                 | ۸ تیر ۱۳۸۷ |              |               |        |
|        | حسن روحانی (زادهٔ ۱۳۲۷)                     |        | ۲۲ آبان ۱۳۶۸   | ۲۰ شهریور ۱۳۹۲ | سعید جلیلی (زادهٔ ۱۳۴۴)                |        | ۸ تیر ۱۳۸۷                 | متصدی      | [ ۲۰ ]       |               |        |
|        | دریابان علی شمخانی (زادهٔ ۱۳۳۴)             |        | ۲۱ شهریور ۱۳۹۲ | ۱۴۰۲           | سعید جلیلی (زادهٔ ۱۳۴۴)                | [ ۲۱ ] | ۸ تیر ۱۳۸۷                 | متصدی      |              |               |        |
| [ ۲۲ ] | دریابان علی شمخانی (زادهٔ ۱۳۳۴)             | [ ۲۲ ] | ۲۱ شهریور ۱۳۹۲ | ۱۴۰۲           | سعید جلیلی (زادهٔ ۱۳۴۴)                |        | ۸ تیر ۱۳۸۷                 | متصدی      |              |               |        |
|        | دریادار پاسدار علی‌اکبر احمدیان (زادهٔ ۱۳۴۰) |        | ۱۴۰۲           | ۱۶ مرداد ۱۴۰۴  | سعید جلیلی (زادهٔ ۱۳۴۴)                | [ ۲۳ ] | ۸ تیر ۱۳۸۷                 | متصدی      |              |               |        |
|        | سرتیپ پاسدار علی لاریجانی (زادهٔ ۱۳۳۶)      |        | ۱۶ مرداد ۱۴۰۴  | متصدی          | سعید جلیلی (زادهٔ ۱۳۴۴)                |        | ۸ تیر ۱۳۸۷                 | متصدی      |              |               |        |